# Dale nomás
 Dale nomás  es una película de Argentina filmada en blanco y negro dirigida por Osías Wilenski según su propio guion escrito sobre los cuentos En la recova, de Héctor Lastra, El olvido, de Mario Benedetti, Un hilo de oro, de Rodolfo Walsh y Falta una hora para la sesión, de Pedro Orgambide que se estrenó el 20 de junio de 1974 y que tuvo como actores principales a Hugo Arana, Mario Luciani, Ana Marzoa y Hilda Blanco.

## Sinopsis
Un grupo de jóvenes y sus fantasías sexuales.

## Reparto
- Hugo Arana
- Mario Luciani
- Ana Marzoa
- Hilda Blanco
- Alcira Moro
- Ricardo Bargach Mitre
- Enrique Glass
- Carmen Platero
- Miguel Ávila
- Osías Wilenski
- Maximiliano Paz
- Arturo Adyatian
- Omar Fanucchi

## Comentarios
Agustín Mahieu en La Opinión escribió:

”Humor negro e improvisación en curiosa película argentina….Especie de fresco erótico, fantástico, absurdo y radiográfico de una generación porteña en sus obsesiones, sus costumbres, sus frustraciones sentimentales, edípicas y sociales.”

La Razón opinó:

”Wilensky muestra una nada desdeñable sensibilidad para que su fotografía se torne descriptiva e indagatoria, pero aún no muestra la solvencia de un narrador que puede integrar las distintas piezas de su relato, lo que sucede entonces se da en un tono algo telúrico, pero que no avanza en profundidad.”

Manrupe y Portela escriben:

”Con sus actuaciones improvisadas, esta observación acerca de los “sexópatas bonaerenses” es interesante para ver en acción a parte de la burguesía intelectual de los ’70.”